# Paul Kahle
Paul Ernst Kahle (ur. 21 stycznia 1875 w Olsztynku, zm. 24 września 1964 w Bonn) – niemiecki orientalista.
Urodził się w Prusach Wschodnich. Od 1894 roku studiował orientalistykę i teologię w Marburgu i Halle. W roku 1898 uzyskał tytuł doktora filozofii, a w 1902 doktora teologii.
Będąc protestanckim duchownym wyjechał do Braiła w Rumunii, a potem do Kairu, gdzie przebywał do 1908. Rok później otrzymał habilitację z zakresu filologii semickiej. W 1918 roku został wykładowcą uniwersytetu w Giessen. W 1923 roku został powołany na uniwersytet w Bonn. Przyczynił się do rozwoju orientalistyki, w tym rozszerzenia prac nad językiem chińskim i japońskim. Zajmował się językiem hebrajskim, biblistyką i przekładami tekstów biblijnych.
Po tym jak jego żona Marie Kahle wraz z synem pomagali Żydom, prześladowanym po „nocy kryształowej”, był stale szykanowany przez nazistowskie władze. Został zawieszony w obowiązkach wykładowcy i uniemożliwiano mu prowadzenie badań. W 1939 roku musiał wyemigrować wraz z rodziną do Anglii. Miał wówczas 64 lat. Wrócił po wojnie do Bonn, gdzie pracował jako profesor emerytowany.